# 廃線

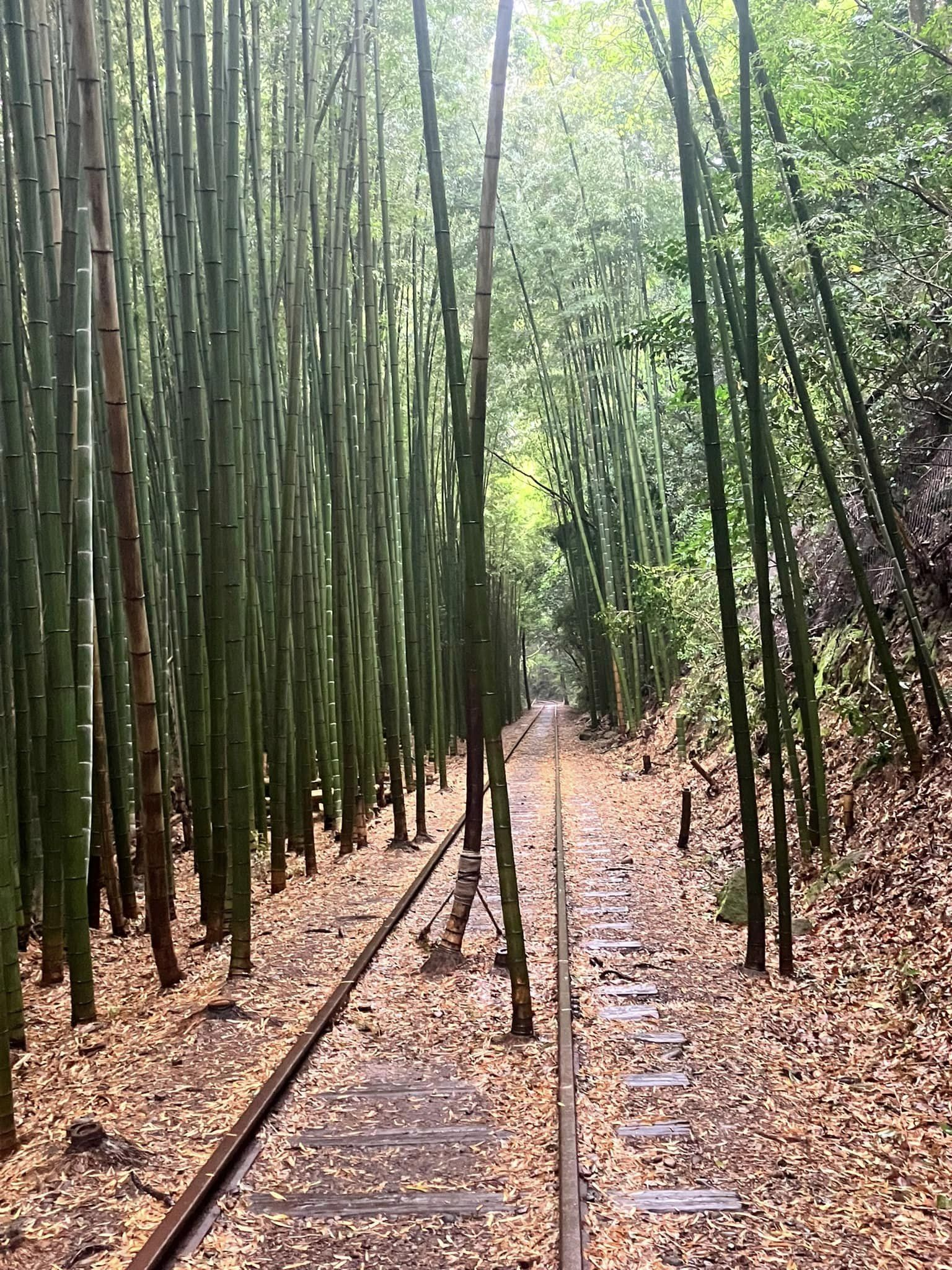
1985年に廃止された倉吉線（2023年）

廃線（はいせん）とは、鉄道路線などの営業を廃止すること。またはその廃止された路線のこと。事務手続き上の扱いは「休止」となっているが、実態としては廃線状態になっている場合も含めることもある。
日本においては、かつては鉄道の廃止は「許可制」だった。国は鉄道事業者から提出された申請により廃止を許可するか否かを判断し、許可された場合のみ廃止が可能だった。1999年の鉄道事業法改正では、国の許可を得る必要がなくなり、廃止日の1年前までに廃止届を提出することで鉄道事業者の独断で廃止にすることが可能になった。これにより廃止のハードルは大きく下がり、赤字路線の廃止が急増した。

## 廃線の要因

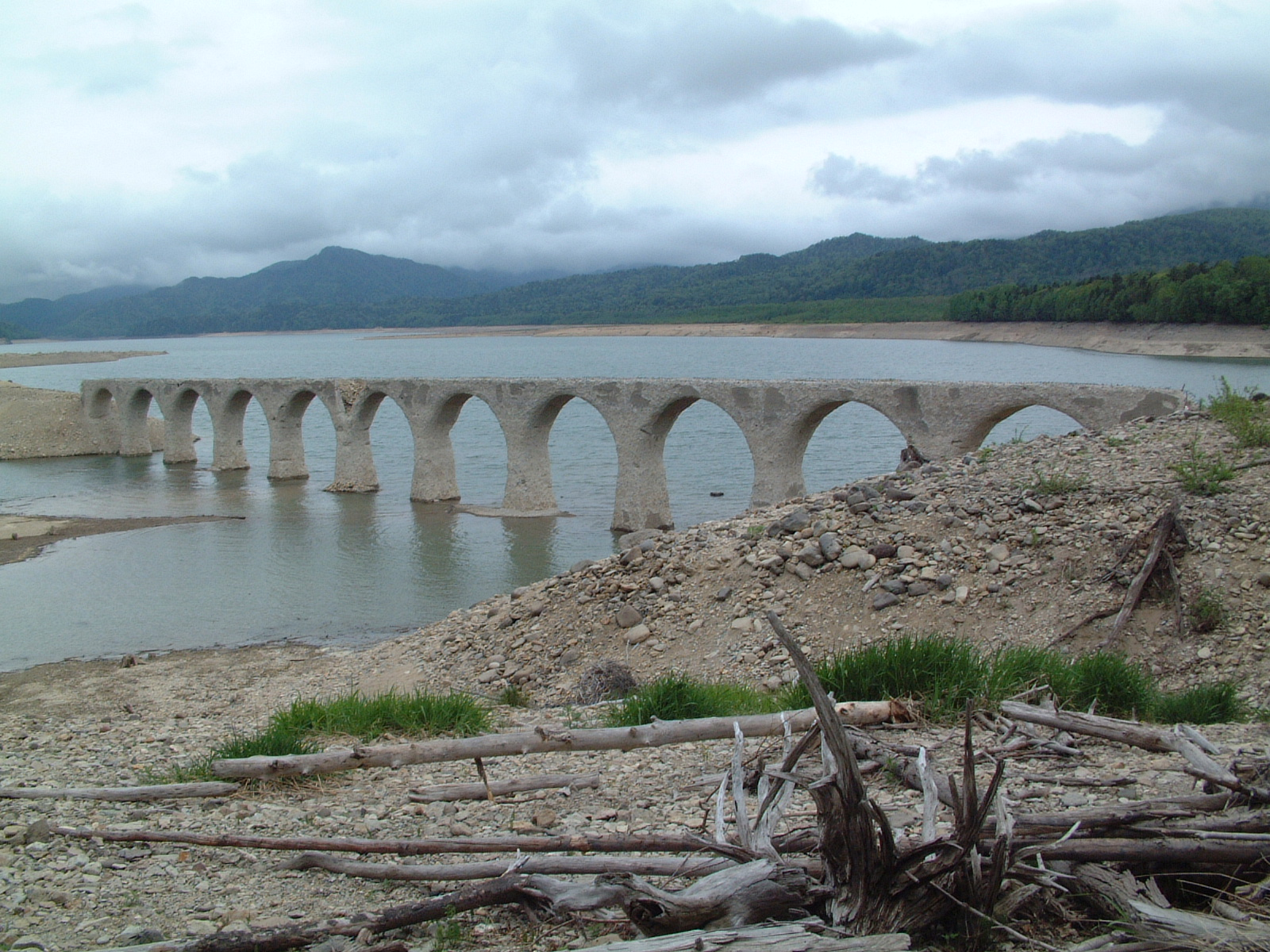
旧士幌線 タウシュベツ川橋梁。ダム建設に伴った線路切り替えによる廃線区間にある。

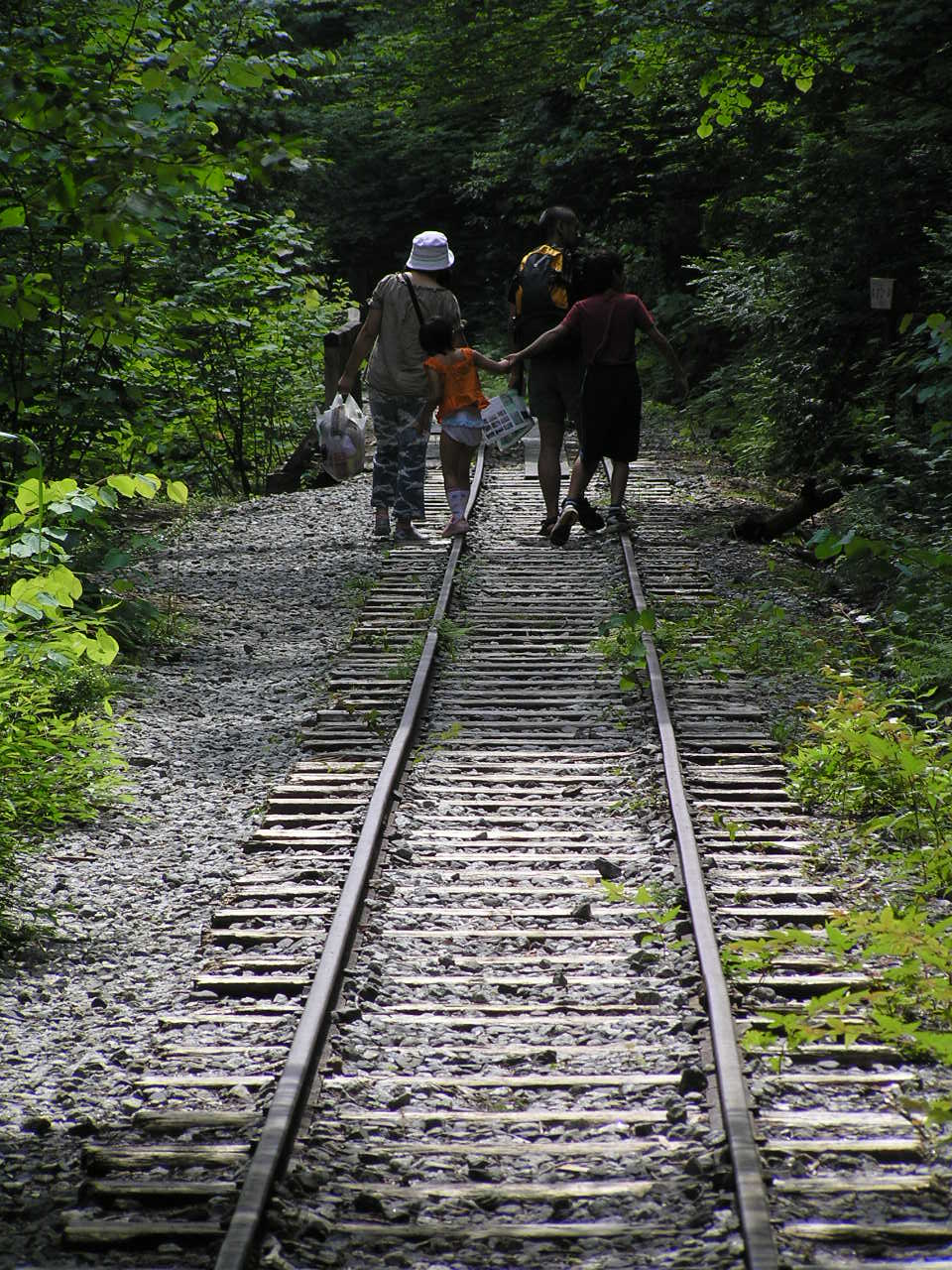
木曽森林鉄道廃線跡

ある鉄道路線が廃線になる要因としては以下のようなものが挙げられる。
なお、下記の複数の条件に当てはまりながらも地道な努力と周辺の支援により運行を継続している鉄道もある。銚子電気鉄道もその一つである。

### 経営の悪化による廃線

#### 利用者や貨物の減少
この要因が廃線の原因としては最も多い。その多くはローカル線であり、開業以来1度も黒字になったことがなく廃線になることも珍しくない。日本の鉄道では国鉄（JR）やその他の鉄道会社が自主的に廃止を決定したもののほか、1968年（昭和43年）から行われた赤字83線に指定されたもの、1980年代に行われた国鉄再建法に基づく特定地方交通線に指定されたものなどがある。
太平洋戦争中に「不要不急線」として休止されレールなどの資材が剥がされ、戦後鉄道路線として復活されないまま廃止となった路線 もある。
旅客・貨物の減少の要因としては、1960年代まではバスやトラックの発達が主要因であったが、それ以降は自家用車の普及（モータリゼーション）が主要因となっている。仙北鉄道の場合、営業末期には旅客・貨物ともに最盛期より減少していたが、赤字を出すほどではなかった。しかし車両および施設の更新に多額の費用がかかることから、鉄道を存続させるよりもバスに転換する方が得策という経営的判断による廃止であった。すでに昭和初期においてバスやトラックとの競合に敗れて廃線・廃業となっていた軽便鉄道や人車鉄道も多かった。
また沿線人口の減少（過疎化）が利用客の減少を招く場合も多い。近郊部でも国鉄改革に伴う、貨物輸送の大幅な変更（詳しくは1984年ダイヤ改正での貨物列車整理を参照）による車扱貨物の減少で別府鉄道のように廃線に追い込まれた路線もある。
ローカル線沿線の人口の減少については、1960年代から1970年代には鉱業・林業の衰退や離農の増加など産業構造の変化によるものが要因の一つであったが、21世紀初頭では出生率の低下による影響も大きい。自家用車の普及により通勤需要の少ないローカル線では高校生を中心とした通学利用が主要な収入源（実際は運賃割引率が高い通学利用だけでは採算が取れないことが多い）となっているため、少子化による通学利用客の大幅な減少は廃線につながる要因の一つとなっている。

#### 経営破綻

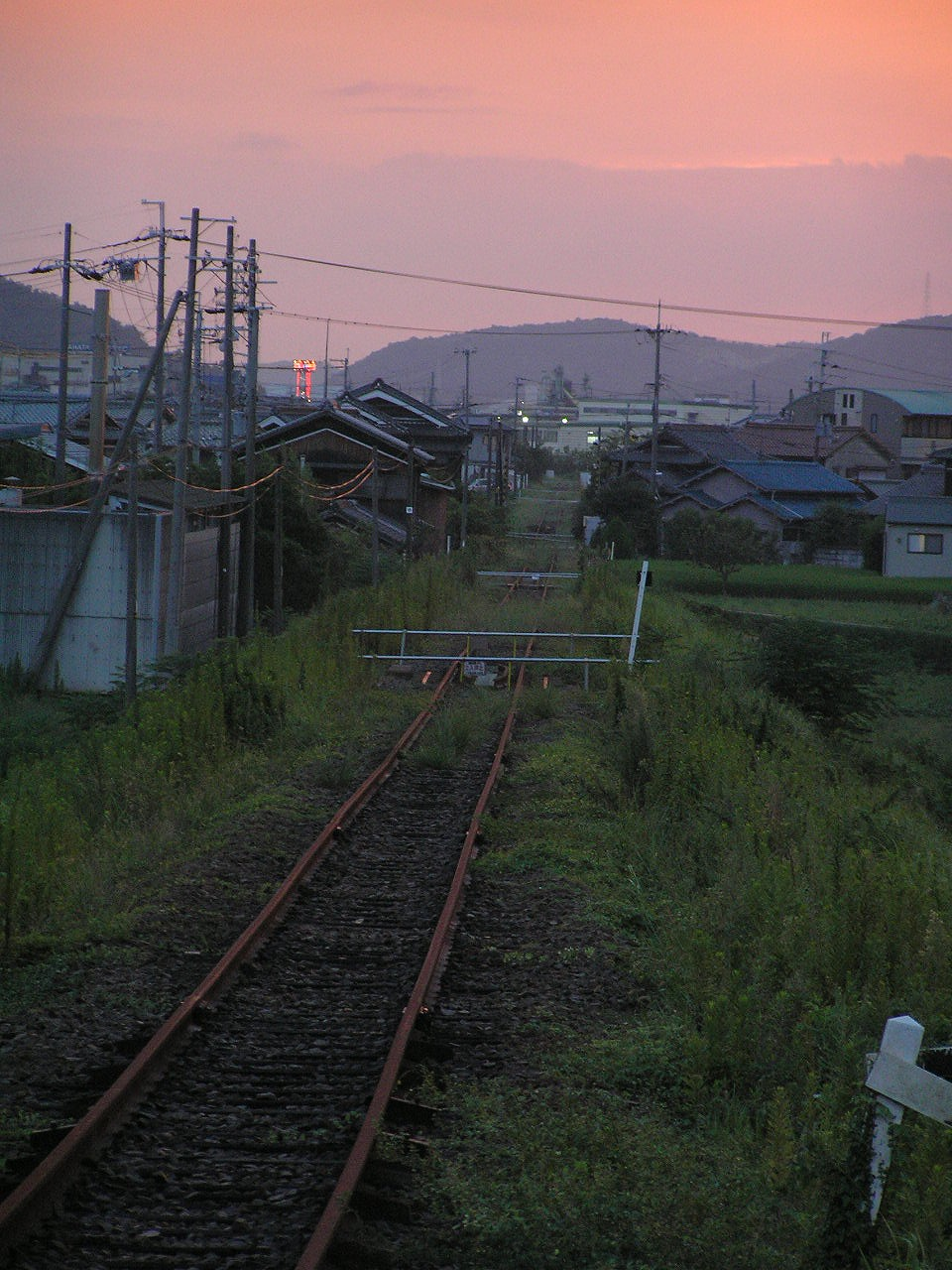
2008年4月1日に廃止された三木鉄道三木線の廃線

利用減少の赤字による廃線ではあるが、鉄道会社そのものの倒産や廃業など経営破綻をしたことが直接の原因となって廃線となった例もある。この例としては武州鉄道・磐梯急行電鉄・雄別鉄道がある。また、布引電気鉄道や光明電気鉄道は末期には事実上の経営破綻状態で、電気代が支払えずに送電を止められとどめを刺されたことで廃線となった。
慢性的な赤字状態で、ついには地域の公共交通の維持のためとして地方公共団体から支給されていた補助金が打ち切られて会社存続が不可能となり会社解散・廃線となったものもある。この例としては野上電気鉄道やくりはら田園鉄道がある。第3セクターの三木鉄道の場合は、慢性的な赤字と三木市の財政難のため、市長選挙で鉄道廃止派の薮本吉秀が当選したことが直接のきっかけとなり、廃線となったものである。

#### 接続路線の廃線の影響
接続する路線が廃線となったことで連鎖的に廃線となった例もある。肥前電気鉄道がそれで、この場合は起点の塩田駅で接続し、省線への連絡手段となっていた祐徳軌道が廃線となったことでとどめを刺される形となった。
また東武日光鋼索鉄道線も第二いろは坂（道路）の開通と、馬返駅で接続していた東武日光軌道線の廃止によって廃線となった。別府鉄道野口線の場合は接続する国鉄高砂線の廃止前に廃止されたが、同線の廃止への動きの影響を受けたものだといえる。これに近い例として石川県南部の温泉地を結ぶ観光路線であった北陸鉄道加南線は、国鉄接続駅に優等列車が停まらなくなったことがだめ押しとなり、廃線に追い込まれた。類似のケースとして東北新幹線延伸に伴い、接続路線が青い森鉄道に移管されたことで優等列車が停車しなくなった影響を受けた十和田観光電鉄線がある。
乗客流動と関係しない例として、阪神甲子園線は廃止直前でも12分間隔で運行するなど比較的利用者があったが、車庫のあった阪神国道線が廃止されることとなり、道連れとなる形で廃止となった。

### 新線開業による廃線

#### 線形の改良（急勾配の緩和など）

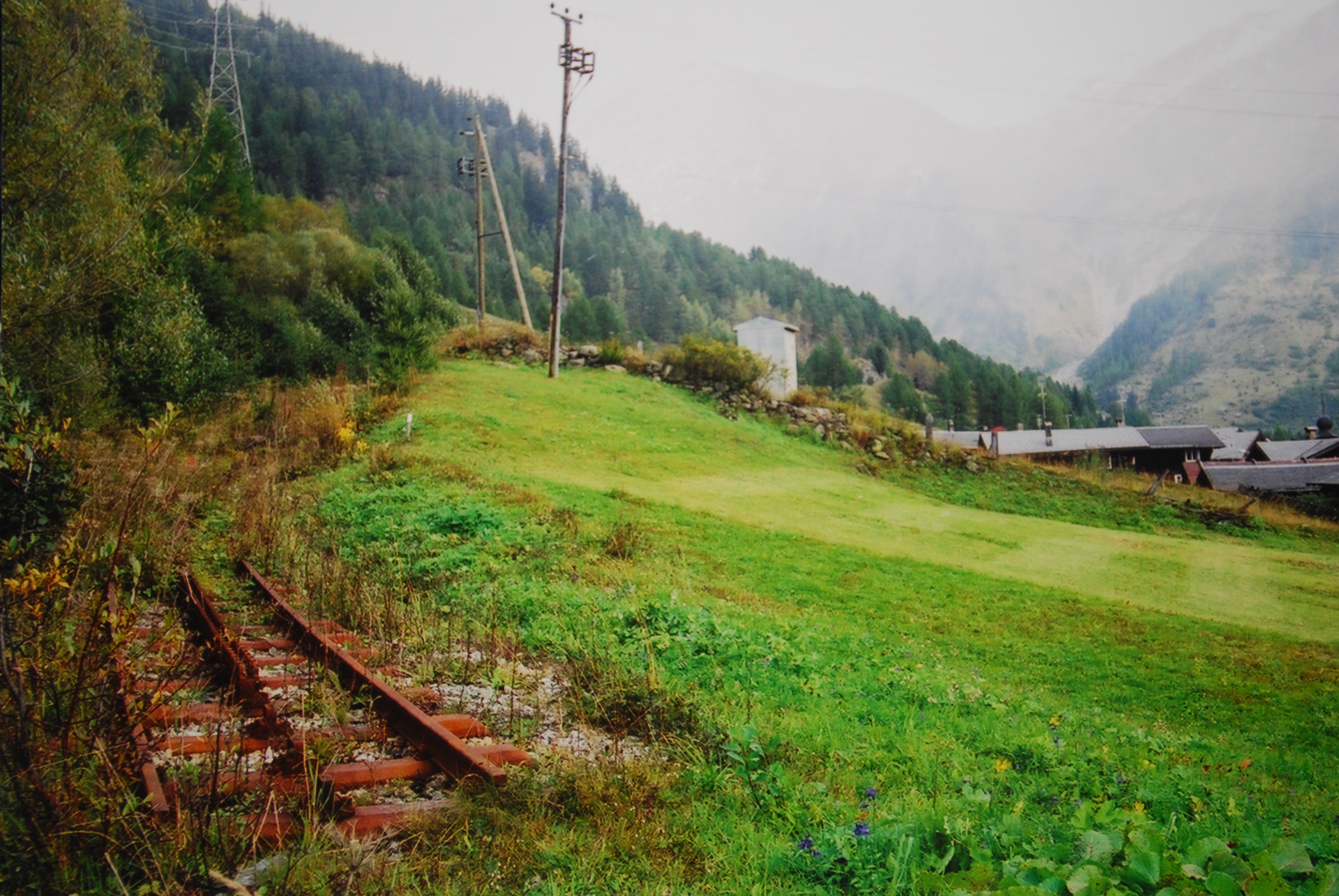
新フルカトンネルの開通によって廃線となったアプト式線路。2010年に復活（スイス、オーバーヴァルト）。

技術の進歩により、長大なトンネル・橋梁などの敷設が可能となったことを活かして、緩勾配で重量貨物列車が運行可能な新線が引かれ、それ以前の旧線が放棄されることがある。北陸本線や東北本線などのように新線が旧線と全くかけ離れた場所に敷設され旧線が廃線となった事例もあるが、高度成長期には地域の利便性よりも都市間輸送に重点を置いた側面もある。また、電化に際してトンネルの断面が狭く、電化の障害になるとして新たなトンネルが開削され、旧トンネルとその取付部の区間が廃線となった例もある。
また勾配改良ではないが、急曲線が連続している区間のスピードアップや輸送力強化のため旧線に近い場所に緩い曲線の新線を設け、当該区間の旧線が廃線となった例もある。さらには、急勾配や急曲線の改良・電化のための新しいトンネルの開削などの複合的な改良を伴う新線の建設により、旧線が廃線となった例も多い。
なお、風光明媚な廃線が観光鉄道として復活する例がある。山陰本線の旧線 を転用した嵯峨野観光鉄道や台湾鉄路管理局旧山線、スイスのマッターホルン・ゴッタルド鉄道の新フルカトンネル開通に伴い廃線となった区間がフルカ山岳蒸気鉄道として復活した例などがある。

#### 代替路線開業によるもの
上の例に似ているが、運行形態などの全く異なる新線を敷設したことで並行する在来の路線が廃止された例もある。
大都市部では従来の路線に並行して別の事業者による地下鉄路線を敷設し、その路線に乗り入れる運行形態に変更して従来の路線を廃止する事例が見られる。この例としては筑肥線（博多 - 姪浜間・福岡市地下鉄1号線乗り入れ）・京阪京津線（京津三条 - 御陵間・京都市営地下鉄東西線乗り入れ）・東急東横線（横浜 - 桜木町間・横浜高速鉄道みなとみらい線乗り入れ）などが該当する。なお名鉄小牧線（味鋺 - 上飯田間）は営業主体が変わらないため上記の「線形の改良」にも分類できるが、建設主体は別であり事業種別も「第1種」から「第2種」へ変更されていることから、この分類に該当する。
近年では、整備新幹線の開業に伴い並行する在来線の事業者が変わる場合もある。路線自体がなくなるわけではないが、JRの路線としては廃線扱いとなり、翌日からは新事業者による新規開業の扱いとなる。
これ以外の例としては、高規格・高速路線が並行区間・至近区間に開通したために在来路線が廃止された例も多々ある。例えば西大寺鉄道や赤穂鉄道は国鉄赤穂線が開業したことにより廃止された。また、大阪市南部を走っていた南海平野線は、大阪市営地下鉄谷町線の天王寺 - 八尾南間開通に伴い、大部分が並行区間となるため廃止された。北陸新幹線の一部先行開業で廃止された、並行在来線である信越本線の横川 - 軽井沢間（碓氷峠）等、新幹線の開業に伴う廃止や経営分離も広い意味ではこれに当てはまる。
箕面温泉の箕面鋼索鉄道等、かつて日本国内の数箇所に存在した温泉旅館内のケーブルカーは、現在は鉄道営業法上の正式な「鉄道」扱いのものはすべて廃線になっているが、これは技術革新による長大なエレベーターやエスカレーターの設置が可能になったための廃線で鉄道の新線に置き換わったわけではないものの、広い意味でこの例に含めることができる。また、関電トンネルトロリーバスは、2019年に車両の更新に際して充電式のバスに置き換えられ、営業実態は大きく変わらないものの、鉄道事業法の適用される無軌条電車事業としては廃止された。
乗客数の増加に対して、複線化のための敷地確保の難しさや予算不足で廃止になった珍しい例もある。これに該当するのは単線の路面電車であった名鉄起線である。休止の時点でバスに代替され、バスが好評だったために1年後に正式に廃止された。他に同社の高富線などがある。
なお、路線の廃止を伴わず、単に別の線路に切り替えることによって線路が廃止されただけのものは、本項の意味での「廃線」には含めない。そのようなものは無数にあるが、例として、1970年代に近鉄大阪線の列車衝突事故を機に、まだ計画段階だった複線化計画を前倒しして工事を行った例がある。この例では、単線の旧線が複線新線の完成と共に切り替えられて廃止となっている。2017年現在、事故があった総谷トンネルを含む旧線のトンネルは残存しているものの、線路は取り払われている。この例のように線路の変更が大規模な場合、路線の廃止を伴っていなくても「廃線」と呼ばれる場合もある。

#### 公共事業によるもの
ダム建設予定地にかかっていたり、河川や道路の改修などの公共事業において障害となるため廃止・線路付け替えとなった路線もある。これは東武伊勢崎線（鐘ヶ淵駅  - 北千住駅 - 西新井駅間。荒川放水路建設に伴うルート変更）、大井川鐵道井川線、福塩線、飯田線の各一部区間などが該当する。この場合は旧線での営業を続けながら新線を建設し、運休期間をほとんど作らないことが多いが、東急新玉川線（2000年に田園都市線に編入）のように、旧線である玉川線とは別途で免許を取得し、玉川線の廃止から新玉川線の開業までに8年近くの期間が開いた事例もある。また稀な例ではあるが、新線の完成前に旧線からルートの異なる暫定的な新線へ切り替えた例もあり、草木ダム建設時の足尾線（現：わたらせ渓谷鐵道わたらせ渓谷線）がその一例である。
また名鉄岐阜市内線の岐阜駅前 - 新岐阜駅前間は道路工事のため2003年12月から営業休止となったが、この区間は岐阜市内線が不採算のため2005年3月末で全線廃止となったため、その後一度も電車が走ることがないまま廃止されてしまった。
また名岐バイパス建設に伴い、交差する踏切回避のために立体交差化か廃線かの判断を迫られて結局廃線となった名鉄一宮線や、わずか半年間の一時的な地方博に過ぎないぎふ中部未来博覧会開催に伴いアクセス道路の自動車通行の阻害になることを指摘され廃線となった名鉄岐阜市内線（長良線）も、ここに含められるものである。

### 線路が新線の建設予定地にあったことによる廃線
新線の建設予定地に既存の鉄道路線がある場合、線路用地確保のためにその鉄道路線が廃止された例もある。江若鉄道・名鉄挙母線・宮崎交通線は、国鉄新線の建設（それぞれ湖西線・岡多線・日南線）における用地確保のため廃止された。
他にも定山渓鉄道の一部は札幌市営地下鉄南北線の、南海天王寺支線の一部は大阪市営地下鉄（現・Osaka Metro）堺筋線の、土佐電気鉄道安芸線は土佐くろしお鉄道ごめん・なはり線（計画時は国鉄阿佐線）用地の一部になっている。このような場合戦前はその民間の鉄道路線を買収して国鉄線に直接編入していたが、戦後は車両・路盤などの諸設備において国鉄と私鉄の規格の差が大きくなったためいったん私鉄路線を廃止して線路や設備を撤去し、その用地上に改めて線路を建設する方策に変わっていった。また、江若鉄道のように代替路線が高速運転・大量輸送を行う高規格の路線の場合は線路用地の流用率が低く、新線開業に伴う廃止補償に近い側面を持つ場合もある。
しかし廃止してから新線が開業するまでに鉄道空白期間が生じる短所もある。かつては、路線自体が全く並行していなくとも路線の目的が国鉄新線と重なるため補償金を払って既存の鉄道を廃止させた例もあった。たとえば朝倉軌道は国鉄甘木線の開業に伴い廃止されたが、「福岡・久留米と甘木を結ぶ」という点以外甘木線と競合する要素は全くなく、並行する区間もなかった。
また北恵那鉄道のように国鉄下呂線の敷設を前提に廃止されたものの、国鉄路線が未成線のままに建設が中止された例もある。この場合は結果的に、「旅客・貨物の減少」による廃線と同様の形態となっている。
北丹鉄道の廃止も、その後北近畿タンゴ鉄道宮福線がほぼ同ルートに開通しているのでこの例に含まれると思われがちだが、実際には宮福線は当初は北丹鉄道の北側終点付近と宮津を結ぶ計画であり、福知山とを結ぶ計画に変更されたのは北丹鉄道の廃止後であった。従ってこの例は「利用者や貨物の減少による廃線」に分類する方が適切といえる。
光明電気鉄道の跡地の一部は二俣線（現・天竜浜名湖鉄道天竜浜名湖線）の用地に転用されたが、光明電気鉄道が廃止されたのは前述したように経営破綻による。
他には国鉄路線の開通によって既存の国鉄路線が廃止された例もあり、中央本線の支線である下河原線（国分寺 - 東京競馬場前間の大半が武蔵野線の建設予定地と重複・並行していたため）や内子線の一部区間（予讃本線新線との接続・高規格化のため）がそれにあたる。
淡路交通鉄道線の場合は、本州および四国と橋が架けられ地続きになった際には国鉄直通路線を敷設する計画もあった。明石海峡大橋が道路専用橋として建設されたため、四国新幹線はトンネルを経由する構想になっている。
東日本旅客鉄道（JR東日本）の東北本線東京 - 上野間の列車線は、東北新幹線の東京延伸のために、1983年1月31日限りで廃止され線路用地を譲った。ただしこれは路線の廃止ではなく、これまでに挙げたものとは性格を異にする。なおこの線路は、上野東京ラインとして2015年3月14日に復活した。

### 災害による廃線
地震・水害・土砂崩落といった災害により路線が寸断されたことが原因で廃止された路線も数多くある。また、被災前から「沿線人口や旅客・貨物の減少」という廃線の基礎条件があり、自然災害での被害をきっかけに廃止された路線も少なくなく、広義では経営の悪化による廃線といえなくも無い。
仙北鉄道・草軽電気鉄道・近鉄八王子線・松本電鉄上高地線・気仙沼線・大船渡線・日高本線・根室本線のそれぞれ一部区間や、岩泉線・柚木線・東濃鉄道駄知線・鹿児島交通枕崎線・高千穂鉄道高千穂線などが該当する。
現在では災害で大被害を受けた場合に災害復旧事業の一環として鉄道を復旧させる事例も多いが、被災状況によっては予算を捻出できず廃止となることもある。また、災害やその復旧に伴う線形改良で旧線が廃止となる例も存在する。
重要幹線は復旧工事の費用を当該路線の運賃収入や損害保険で充当できることが多いため、突貫工事で復旧工事が進められ阪神・淡路大震災で甚大な被害を受けた山陽新幹線・阪急電鉄・阪神電気鉄道などが数か月で全線復旧した一方、ローカル線では沿線の被害も甚大で沿線の工事用道路から先に復旧しなければならなかったり、復旧費用の捻出が困難なことから国・地元自治体に復旧費用の一部を負担を要請せざるを得ず、結果として年単位での長期間を要する例も見受けられる。また長期間の不通の後に復旧しても利用者の逸走が著しく、結果として廃線となってしまうこともある。
なお、阪神・淡路大震災では山陽電気鉄道の西代駅 - 板宿駅間の地下化工事が完成間近であり、周辺被害も相当であったため従来の地上区間の復旧は行わず地下線で開通させた事例もあり、旧路線はそのまま廃止された。東日本大震災でも同様に架け替え工事完了を控えていた水郡線の那珂川橋梁が復旧時にそのまま新橋梁へ切り替えられた。これらは路線の廃止を伴わないため本項の意味での「廃線」ではないが、これらも「廃線」とよばれることがある。

### 戦争による廃線
戦争が鉄道の廃止を招いた事例も存在する。これの代表的なものは前記に示した不要不急線であるが、太平洋戦争で戦場となった沖縄県の鉄道は戦闘で破壊され、戦後沖縄県がアメリカ合衆国により統治されたこともあり、そのまま消滅した。
日本統治時代の台湾屏東線海岸地帯の林辺 - 枋寮間もレールが撤去され、廃線（休止）となった。また戦争の影響による鉄材価格の暴騰に乗じて鉄道を廃止し、資材を売却した例も銚子遊覧鉄道（廃線6年後に、銚子鉄道→銚子電気鉄道として復活）などのように少数ながら存在する。しかしこれも、背景に旅客・貨物の減少があったものが多い。
日本国外でもヒジャーズ鉄道やスーダンの鉄道などの例がある。また朝鮮半島では第二次世界大戦後の南北朝鮮の分断と朝鮮戦争の影響で、軍事境界線をまたいでいた4路線の一部または全区間が廃線となった。このうち京義線など2路線は2007年に復活運行が行われている。
異質な例としては敗戦により日本陸軍が解体されたため廃線となった鉄道連隊演習線がある。後に新京成電鉄と陸上自衛隊演習線として復活したが、後者はその後の環境の変化もあって再び廃線となっている。

### 事故による廃線
鉄道事故を起こしたことにより運行停止処分を受け、そのまま廃止になった例もある。今のところ該当するのは京福電気鉄道永平寺線のみ。なお運行停止処分の原因となった事故は越前本線で発生し（詳細は京福電気鉄道越前本線列車衝突事故を参照）、京福側は事故以前から京福電気鉄道福井支社の全線廃止の意向を示していたが、地元の強硬な反対運動で永平寺線のみ廃止、越前本線・三国芦原線はえちぜん鉄道に引き継がれている。そのため、この例は「利用者や貨物の減少による廃線」にも分類できる。

### 構造物や車両の欠陥による廃線
点検時に車両や線路などに老朽化や設計強度不足による安全上の欠陥が発見され、その鉄道会社または運輸局の判断により運行が停止となり、改修せずにそのまま廃止になった例もある。
今のところ、これに該当するのはドリーム開発ドリームランド線・小田急向ヶ丘遊園モノレール線・北陸鉄道金名線である。ドリーム開発ドリームランド線については、のちに親会社となったダイエーがHSSTでの再開を模索したが、ダイエーの経営難と横浜ドリームランドの閉鎖（2002年）があって事業再開を断念し2003年、正式に廃止となった。

## 廃止日
記録上の「廃止日」とは、最終営業運行日の翌日である。例えば「4月1日廃止」といえば3月31日が営業運行の最終日であり、「3月31日限りで廃止（廃線）」ということである。最終列車が0時を過ぎる場合は、暦の上では廃止日と同日になる。廃止区間内に夜間滞泊する列車がある場合は、最終列車後に臨時列車として存続する区間内まで回送されることも多い。これは、踏切は翌朝を待つことなく深夜のうちに撤去されるので、翌日は列車の運行ができないためである。
資料によっては、しばしば最終営業運行日で記述されることがあり、後年の調査の際に解釈の違いによって混乱を招くことがある。ただし、公式の「廃止日」に、営業運行ではなく、イベントとして無料で廃止記念列車の運行を行った例もある。例えば名古屋市電は1974年（昭和49年）3月30日まで営業運転され、3月31日に無料運転を行っているが、公式な廃止日は3月31日である。新潟交通電車線は1999年（平成11年）4月4日を営業運転最終日として運行し、廃止日の4月5日には営業運転を行わず、静態保存する電車2両と雪かき車の回送運転を行っている。

## 廃線跡

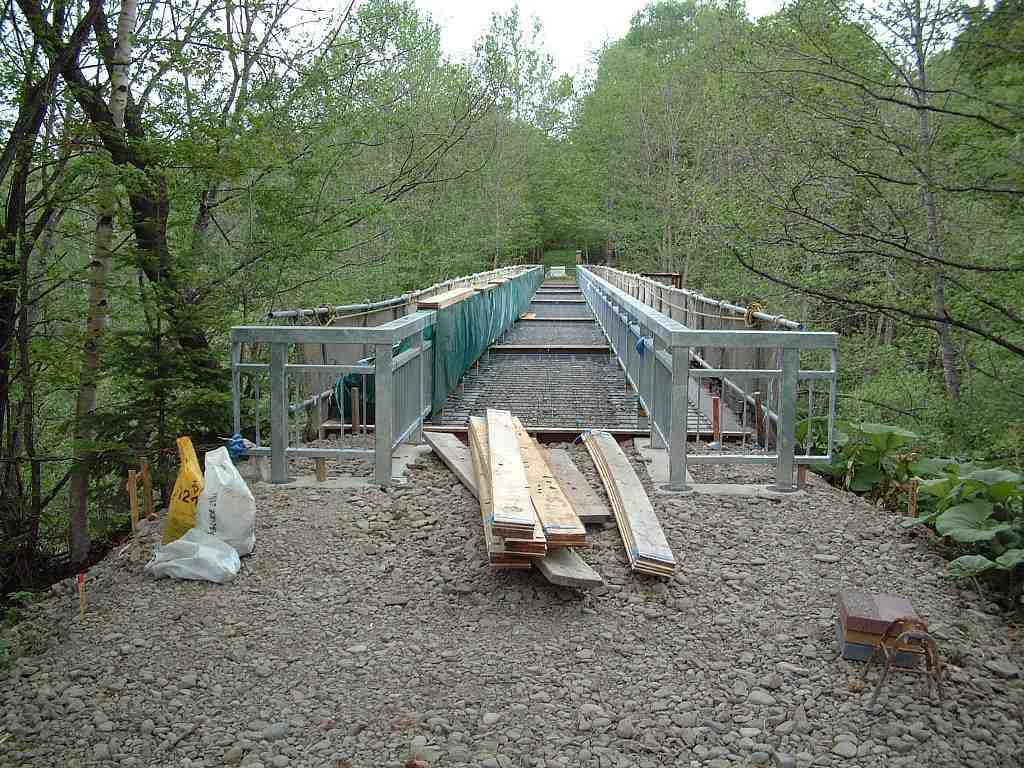
旧士幌線 三の沢橋梁。廃線跡を遊歩道に整備中。

廃線となった区間の鉄道用地や駅などの建造物、またトンネルや橋梁などが道路ほかに転用されたり、もしくは転用されないまま土木構造物の遺構として放置されている状態を廃線跡という。
鉄道路線は細長く、広大な駅などを除けば他に転用することが難しいため、廃線後何十年も当時のまま放置されている廃線跡も多い。また、道路に転用されていても、鉄道路線独特の、直線や緩やかなカーブを主体とした線形を保っている場合が多い（バス専用道路、サイクリングロード、遊歩道、緑道となる場合もある）。跨線橋・橋台など鉄道施設の撤去はそれまで鉄道事業を行っていた者が行うことが基本であるが、乗客減による資金難で廃線になった路線などでは撤去資金が捻出できずに放置されてしまうこともある。
廃線跡が鉄道施設ごと沿線自治体に無償譲渡されることもあり、その場合は用地の測量、鉄道施設の調査、設備撤去に要する費用の確定を行い、鉄道事業者が国土交通省に対して、鉄道施設に係る財産譲渡について許可を得る必要がある。無償譲渡後に沿線自治体が鉄道施設を撤去する場合、撤去相当額を鉄道事業者が負担することもある。施設が行政に譲渡された場合などには、駅跡などにはそれを示すモニュメントなどが造られていることもある。廃線区間内でも市街地に位置する駅の跡地についてはバスターミナルや交通広場として再整備された例も多い。
趣味的な観点ではなく、地元になじみのあった鉄道路線が後年まで住民に認識されている例も見られる。一例として、山梨県甲府市徳行地区には「廃軌道」と呼ばれる通りがあり、バス路線の名称にもなっている。店舗などの案内地図や山梨交通が配布するバス路線図にも記載されているが、これは山梨交通電車線の廃線跡のことである。かつて鉄道路線があったことをうかがわせるものは（名前以外に）特に現存しないが「廃軌道」の通称は地元で認知されている存在である。
他方、山間部などでは廃線後に線路が撤去され、その後長い年月を経て完全に元の自然の姿に還り、トンネルも崩落するなど現在では近づくことも安全とは言い難い廃線跡というのも少なくない。また、都市部の場合には都市開発や宅地化の進展、農村部でも圃場整備に伴う区画整理などによって、廃線跡の痕跡が完全に消滅している場所も珍しくない。その他、特に線路敷として道路脇や河川敷・堤防上を利用していた場合には、道路の拡幅や河川改修などによって廃線跡が全く痕跡を留めない例も多い。
なお、本項でいう(路線としての)「廃線」ではなく、線路が他の線路に切り替えられて廃止となっただけのものも、「廃線跡」と呼ばれることが多い。例として、複線電化を別線建設で行ったことにより廃止され、うち一部区間が著名な遊歩道となっている、JR福知山線の生瀬 - 三田間の旧線などが挙げられる。

### 活用例

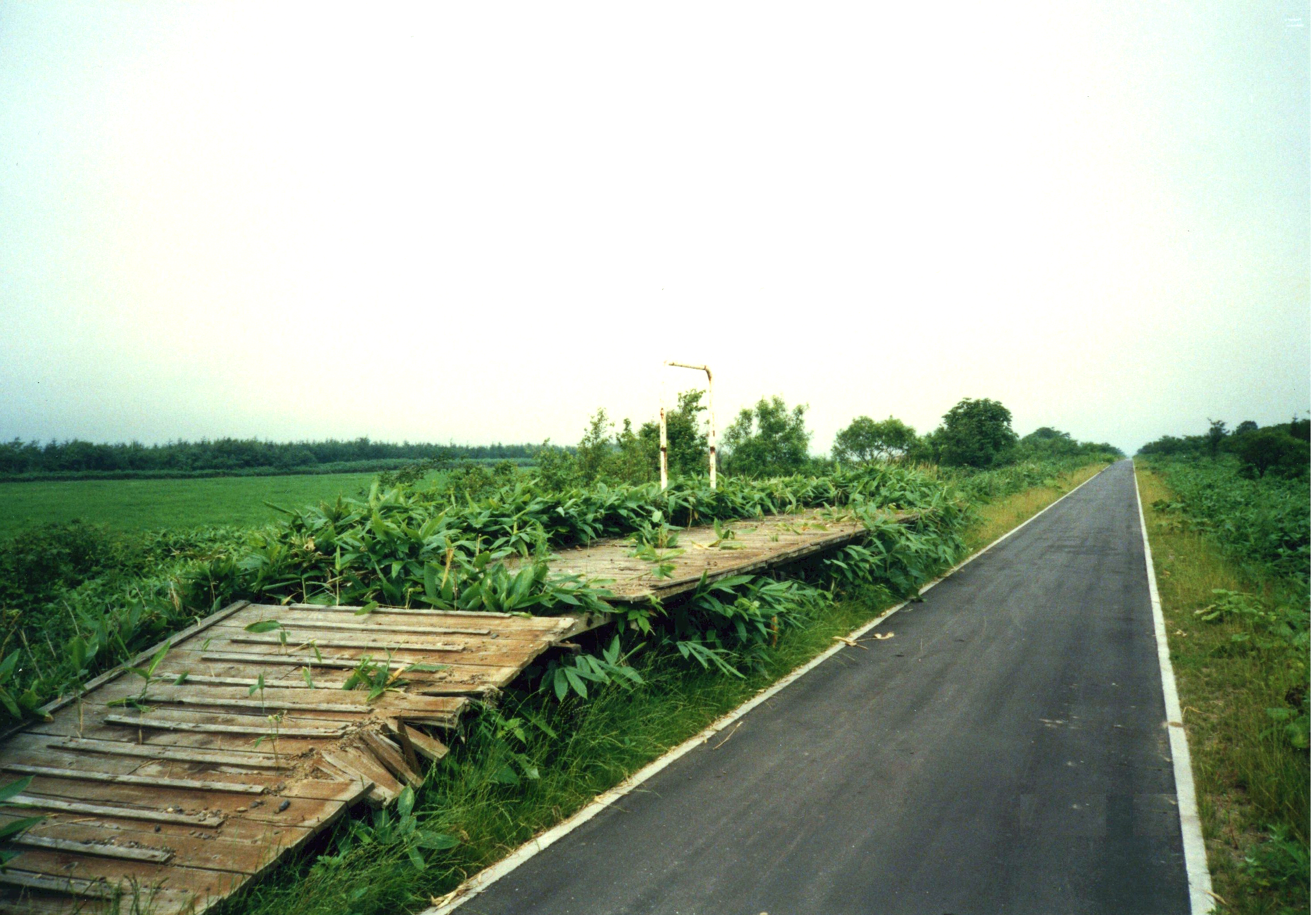
線路跡の転用例。JR北海道天北線・飛行場前駅跡と、北オホーツクサイクリングロードに転用された線路跡。

鉄道の廃止後も、整備・改修の上、廃線跡が活用されている事例としては、以下のようなものがある。
公園
ニューヨークなどでは鉄道高架路線の跡地が公園として整備されている。
遊歩道、緑道
東武熊谷線（埼玉県）、中央本線下河原支線（東京都）、山形交通高畠線（山形県）など多数の例がある。
一般道路
単線 の鉄道を道路に転用する場合、拡幅するのでなければ、トンネル部分を信号で制御するなど行き違いへの対策が必要になる。
柳ヶ瀬線（福井県）、大隅線（鹿児島県）など多数。
バス専用道路
白棚線（福島県）、秋保電鉄（宮城県）、名鉄岡崎市内線（愛知県）、富山地方鉄道射水線（富山県）などがあり、仙北鉄道や上記の柳ヶ瀬線も廃止直後はバス専用道路だった。
高速道路
東海道本線大谷駅 - 稲荷駅間の旧線跡のほとんどは名神高速道路の建設に利用された。
東北自動車道の川口ジャンクション北側から浦和本線料金所の少し北側までの区間は、戦前に存在した武州鉄道の神根駅 - 武州野田駅間のルートを廃線後30年以上を経て改修し再利用している。
サイクリングロード
廃線跡は勾配が緩く、峠越えの区間でも通常2 - 2.5%以下であるため、サイクリングロードへの活用に適する。
筑波鉄道→茨城県道505号桜川土浦潮来自転車道線（つくば霞ヶ浦りんりんロード）、湧網線→北海道道1087号網走常呂自転車道線（オホーツク自転車道）など。
保存鉄道
観光向けにボランティア団体などにより運営されるもの。北海道ちほく高原鉄道の車両を旧陸別駅構内で動態保存している「ふるさと銀河線りくべつ鉄道」などの例がある。高千穂線→高千穂あまてらす鉄道（宮崎県）も保存鉄道化を目指している。欧米には多数の例がある。
軌道自転車の運転用
観光用の軌道自転車（レールバイク）運転用として活用するもので、欧米には多数の例がある。
日本では、美幸線（北海道）跡の活用によるトロッコ王国美深がある。　
歴史的建造物
廃線跡は、公に歴史的な価値を認められ、遺産として保全・整備される場合もある。
北海道の士幌線（登録有形文化財、北海道遺産に指定）、碓氷峠（群馬県）の旧信越本線（碓氷第三橋梁などが重要文化財に指定、一時期ユネスコ世界遺産である富岡製糸場と絹産業遺産群の構成資産候補であったが最終的に除外された）、神奈川県横浜市の汽車道（横浜市認定歴史的建造物に認定）など。
世界遺産
歴史的建造物の延長線上に位置付けられるが、世界遺産条約では所有者の財産権を保証していることから、観光向けに公開・開放する義務は生じない。
明治日本の産業革命遺産 製鉄・製鋼、造船、石炭産業の構成資産に三池炭鉱専用鉄道敷跡と橋野鉄鉱山 の「採掘場と運搬路」にトロッコ軌道跡の廃線が含まれている。
住宅
大都市では廃線跡のような狭幅の土地でも住宅用地として転用されることが少なくなく、不動産業者などにより廃線跡を区画割りして一戸建て住宅や集合住宅が建てられることがある。特に鉄道のカーブは緩やかなため、航空写真や衛星写真で廃線跡に建てられた建物を見た場合には、そこだけかつての線路の形状に沿って建てられており、同じ地域の住宅の並び方とは異なるものになっていることがある。
日立製作所亀有工場専用線（東京都）、南海平野線西平野電停 - 平野電停間、福知山線（尼崎港線）金楽寺駅 - 尼崎港駅間など。
概して廃線跡は、利便性のあまり高くない場所に幅数メートルの狭い土地が延々と細長く延びるという形状になりがちであり、道路・線路・保存以外の活用例は少ない。

### 廃線の復活
廃線後も復活に期待して線路などが維持・放置される例もあるが（手宮線や越後交通長岡線など）、実際に復活した例は、他の鉄道線とするために一時的に廃止にした事例を除けばほとんどない（前述の銚子電気鉄道線や、可部線の一部区間など）。また、レールや枕木、架線などの施設等は撤去したものの、前例のように将来の復活に期待して跡地・用地は元の鉄道事業者が所有している場合もあるが、これも前記の例同様、復活を遂げた例はない（鹿児島交通枕崎線など）。
ただし、一度廃止にした時点で路線が存在しなくなるため、法的な手続き上は「復活」「営業再開」ではなく「新規開業」の扱いとなる。このため、既存線では問題とならなかった踏切の設置や各駅のバリアフリー化対応なども、現行法令に基づいて改良・解決する必要があり、路線復活へ向けた課題となっている。
なお、路線単位ではなく線路単位では、東北本線の東京 - 上野間の列車線が、線路用地を東北新幹線に転用するために1983年1月31日限りで廃止されたが、上野東京ラインとして2015年3月14日に復活した。
スコットランドでは1969年にビーチングによる不採算路線整理の一環として廃線になったウェイヴァリー線の一部区間（全48キロ）がリニューアルされ、2015年9月9日にボーダーズ・レールウェイとして復活している。

### 研究者・愛好家など
廃線跡は、廃止から長い時間を経ている場所もあり、歴史の流れの中で宅地化したり、逆に自然に還るなどで、そこにかつて鉄道が存在したことを想像できないような場所に、周囲と不似合いな構造物が存在する情景に興味を持つ廃線跡マニアという者も存在し、鉄道ファンのうちに分類される。
地道に研究を続ける鉄道史研究者や愛好家は以前から存在したが、1980年（昭和55年）頃より一部の鉄道趣味の出版物でも取り上げられ、鉄道・土木技術の発展の流れが産業考古学の一分野として注目されるようになり、1990年代には廃線跡そのものを題材とした書籍が多数発売されたり、一般情報誌などでも取り上げられることで、廃線跡を訪ねて歩くことも、世間に認知されつつある。この場合の探訪の対象には、廃線だけでなく、建設中に何らかの理由で放棄された未成線も含む。この分野で有名な文筆家には堀淳一、宮脇俊三が、写真家には丸田祥三がいる。

## 廃線ではないもの
たとえ廃線「同様」の状態となっていたとしても、廃線に含めないものがある。例えば、
- 実際には正式な廃止手続きが行われていない路線（不要不急線で戦後再開しなかったものや沖縄県の鉄道の一部、田沢湖線の赤渕 - 橋場間、水根線など）。
- 工事途中で廃棄され、遺物が残る未成線。

などは廃線とはいえない。前者については廃線に含める場合もあるが、正式な廃線ではない。また、後者は、そもそも路線として営業されたことがないので、字義上、「廃止された路線」の廃線の定義には該当しない。